# Ankotarinja tirarensis
Ankotarinja tirarensis is een fossiel roofbuideldier uit het Oligoceen en Mioceen van Australië. Het is de enige soort in het geslacht Ankotarinja en een van de vroegste vertegenwoordigers van de familie der echte roofbuideldieren (Dasyuridae).